# Where's George?
Where's George?是一个追踪美国纸币在地理上流动方向的网站。其受欢迎程度使众多其他货币跟踪网站纷纷建立（Where's George?仍然是迄今为止最流行的）。同时这个网站还为建立对其它物品——比如书籍——的跟踪网站提供了灵感。Where's George?已经被至少一份研究报告提及，它为研究美国国内人类迁移提供了一种统计模式。
截止2012年4月18日，Where's George?共追踪了206,243,476张纸币，总计1,111,134,339美元。这些数字都在不断变化，因为用户仍在不断提交新的记录。

## 概览
网站在1998年12月由汉克·埃斯金建立,他是马萨诸塞州布鲁克莱恩的一个数据库顾问。 Where's George?中的“George”指的是乔治·华盛顿，他的头像出现在1美元纸币上。除了1美元的钞票，2美元、5美元、10美元、20美元、50美元和$100美元的面值也可以被追踪，但1美元是迄今为止最流行的面额，其次是20美元纸币。
要追踪一张纸币，用户输入当地的邮政编码、纸币序列号，以及任何被追踪美元面值的年份。美国以外的用户也可以通过使用唯一的地区编码加入进来，这些编码分配给美国加拿大以外的地区。一旦纸币被注册，网站会记录该纸币相邻两次被发现的时间、移动的距离，以及从发现者的一些记录（称为“用户注释”）。
该网站不跟踪1963年以前的旧版纸币。
Where's George?网站的维护费用由广告、销售纪念品、用户支付的附加功能费来提供。 每月支付7美元的用户可以参加"Where's George?之友"项目, 这些用户可以访问不含有广告的网页，可以使用普通用户无法使用的功能, 以及刷新用户注册纸币的相关记录。埃斯金指出，"Where's George?之友"将是永远非必须的，并且为网站支付费用也永远只会是个人的选择。

## 击
击指的是一个曾被注册的钞票重新录入网站数据库。尽管Where's George?并没有除了记录纸币动向以外的目的，但是许多用户喜欢收集一系列有趣的击成就，并把它们称作bingos。 一种普遍受到追捧的bingos系列包括获得来自全美50州的击(叫做"50 State Bingo")。另外一种bingo，叫做FRB Bingo，也即用户得到来自全部12家联邦储备银行的击.
大多数钞票没有收到任何答复，或者“击”，但是也有许多钞票得到了两次或者更多的击。击的命中率大约是11.4%。双击和三击也是常见的，并且四击和五击也并非闻所未闻。基本上每天都会有一张钞票获得六击。网站的纪录由一张被记录15次的1美元纸币保持.
为了提升钞票被记录的几率，用户(叫做"Georgers")有时会在钞票上写字或加盖戳记，以鼓励钞票的发现者登陆www.wheresgeorge.com 网站并记录钞票的旅行。 进入数据库，但没有被标注的纸币，被称作为“潜行”（stealths）。

## 争议
该网站不鼓励美元涂改。 1999年10月，埃斯金接受《纽约时报》采访时，他谈到了特勤局没有以涂改美国钞票为由调查网络管理员的原因。他说，“他们有更好的事情要做。他们想抓住伪造数十亿美元假币的造假者。（"They've got better things to do. They want to catch counterfeiters counterfeiting billions of dollars."）”
在2000年4月，该网站被美国特勤局调查。这件事告诉埃斯金，在"Where's George?"网站上销售橡皮图章会被认为是在美元钞票上做广告，而这依照美国法典第18卷 第475章的条款是非法的。 网站的管理员立即停止销售橡皮图章，所以网站没有被取缔。 至少一位特勤局发言人指出，尽管不无损钞票，在在美元纸币上做标记出于美國法典第18编 § 第475節上的其它缘由仍是非法的；然而，一名西雅图的特勤局发言人在2004年接受《西雅图时报》 采访时称："坦率地说，我们并不想在这种事上花太多功夫。（"Quite frankly, we wouldn't spend too much looking into this."）"

## Where's George?与Geocaching

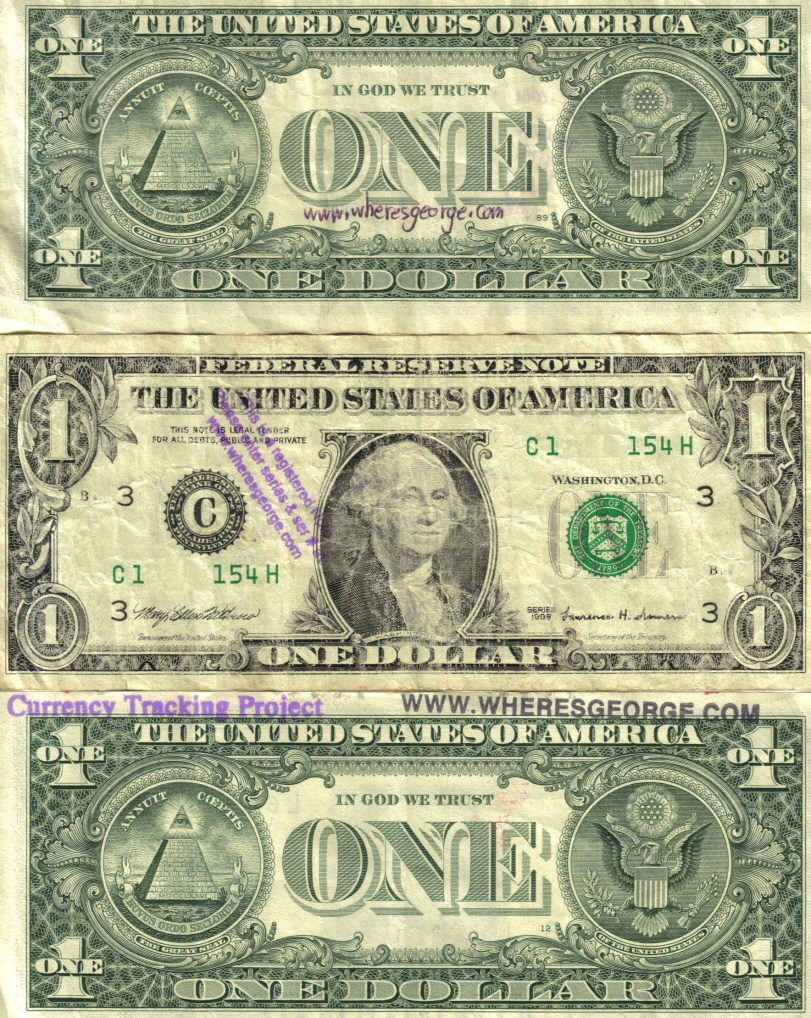
被标记的钞票。

Geocaching是一个使用GPS系统的户外寻宝游戏，这个游戏的流行引发了一些问题。有些藏宝者将Where's George?上注册过的钞票作为了宝物，这会人为地抬高那张钞票击的次数，同时打乱了网站本来的意图——追踪钞票的自然运动。
Where's George?网站“禁止与朋友、家人或者钞票经销商交易或交换钞票。”这条规则建立的目的是鼓励货币的自然流通，并防止众多违规击的出现。因此，任何包含"geocache"或者"cache"字样的钞票均会被标记为地迷藏宝钞票（geocache bill）。网站同时还发布了“十大地迷藏宝钞票”名单，并且警告如果被geocache网站过多使用，“所有地迷藏宝钞票均会从网站上移除”。

## 乔治分
乔治分是用来排名用户录入钞票数目与击数的计分方式。公式如下：
这个对数公式的意思是，用户的输入钞票数和击数越多，当有新钞票输入和新的击时，得分越少。这样，如果用户已经输入了许多钞票，那么他的分数一次就不会增长太多。乔治分第一的用户是瓦特斯伯格·加里，他的非官方乔治分为1,671.44分（as of 2011年10月16日的数据），他也是第一个乔治分突破1500大关以及输入钞票数量突破100万大关的人。加里输入了超过1,922,000张钞票。
尽管有这样一个计分系统，但是网站明确表示这并非用于比赛。网站同时还禁止标记钞票和将它们存入金融机构。

## 社区
Where's George?通过论坛包含了一个用户社区。论坛分为许多类，从分区板块到新手教程。网站的成员同时也会参加美国各地举办的聚会。不少这样的聚会已经成为了每年必办的活动，同时拥有很大的范围与规模。
2006年公映的布莱恩·加尔布雷斯拍摄的纪录片"WheresGeorge.com"提供了一种视角，深入这个还好，这些爱好者，以及他们被称为聚会（"gatherings"）的联欢。时长为27分钟的彩色DVD记录了"Georgers"在密苏里州圣路易斯和汉克·埃斯金（wheresgeorge.com创办者）的聚会时的多组采访；同时还讲述了网站的信息与统计数据和网站文化。影片由PBS的分支机构WTTW和WSIU播出。

## 研究中的使用
虽然Where's George?并未正式承认旅行得最快和最远的钞票，但是一些人仍然把它作为接近跟踪美国货币流动的半正式的模式。
通过Where's George显示的钞票流动现象被理论物理学家德克·布罗克曼参考使用。他和他的同事在2006年的研究报告中提及了这一现象。报告描述了美国人类迁移的固定法则, 并从这种迁移中总结出一种数学模型，用于研究传染病的传播。这篇文章被发表于2006年1月26日出版的《自然》上。 研究人员发现，近五十万美元的钞票中有57%在大约9个月的时间里在美国迁移了30英里到500英里。 YouTube的“点子狂欢”主题上有一段布罗克曼的演示短片。最近，"Where's George?"的数据还被用于尝试预测2009年禽流感的传播速度与模式。

## 引用
1. ↑  BJS. . Science Blog. 2006-01-25  [2006-04-28]. （原始内容存档于2020-09-28）.
2. ↑  .   [2011-12-19]. （原始内容存档于2007-12-15）.
3. 1 2 3 4 5 6  Lacitis, Erik. . Local News (The Seattle Times Company). 2004-10-04  [2008-07-16]. （原始内容存档于2009-02-27）.
4. 1 2  Flaherty, Julie. . The New York Times. 1999-10-28  [2012-07-04]. （原始内容存档于2011-06-04）.
5. ↑  Eskin, Hank. . George's Top 10. Where's George? LLC. 2008  [2008-07-19]. （原始内容存档于2022-04-17）.
6. 1 2  Eskin, Hank. . Tools/Fun. Where's George LLC. 2008  [2008-07-19]. （原始内容存档于2022-04-17）.
7. ↑  .   [2012-07-04]. （原始内容存档于2011-06-04）.
8. ↑  . Slowpoke. 2007  [2007-08-23]. （原始内容存档于2011-06-04）.
9. ↑  Eskin, Hank. . George's Top 10. Where's George? LLC. 2007  [2008-07-19]. （原始内容存档于2022-04-17）.
10. ↑  . Wheresgeorge.com.   [2011-12-06]. （原始内容存档于2013-08-09）.
11. ↑  . Cornell Law School. 2006  [2006-09-29]. （原始内容存档于2006-09-03）.
12. ↑  Moyer, Laura. . News. The Free Lance-Star Publishing Company. 2004-09-29  [2012-07-04]. （原始内容存档于2011-06-04）.
13. 1 2  User Guidelines/Terms of Service/Rules （页面存档备份，存于）, no. 4
14. ↑  User Guidelines/Terms of Service/Rules （页面存档备份，存于）, no. 1
15. ↑  Eskin, Hank. . Where's George? 2.2. Where's George? LLC. 2008  [2008-07-03]. （原始内容存档于2008-06-05）.
16. ↑  Eskin, Hank. .   [2011-10-16]. （原始内容存档于2013-08-09）. 1. Wattsburg Gary 1,671.44 1,922,071 339,075 404,596 17.64%
17. ↑  User Guidelines/Terms of Service/Rules （页面存档备份，存于）, no. 7
18. ↑  Eskin, Hank. . Where's George?/Where's Willy? Discussion. Wheres George? LLC. 2008  [2008-07-03]. （原始内容存档于2013-09-22）.
19. ↑  Template:Cite DVD
20. ↑  Brockmann, D; L. Hufnagel and T. Geisel.  (PDF). Nature. 2006-01-26, 439 (7075): 462–465  [2006-04-28]. PMID 16437114. doi:10.1038/nature04292. （原始内容 (PDF)存档于2007-12-02）.
21. ↑  Associated Press. . Health and medicine (St. Petersburg Times). 2006-01-26  [2008-07-16]. （原始内容存档于2016-03-03）.
22. ↑  Brockmann, Dirk. . IdeaFestival 2007. YouTube.com.   [2007-10-17]. （原始内容 (Flash)存档于2019-11-09）.
23. ↑  McNeil, Donald G. . The New York Times. May 3, 2009  [2009-05-05]. （原始内容存档于2018-10-10）.